# Józef Herzog

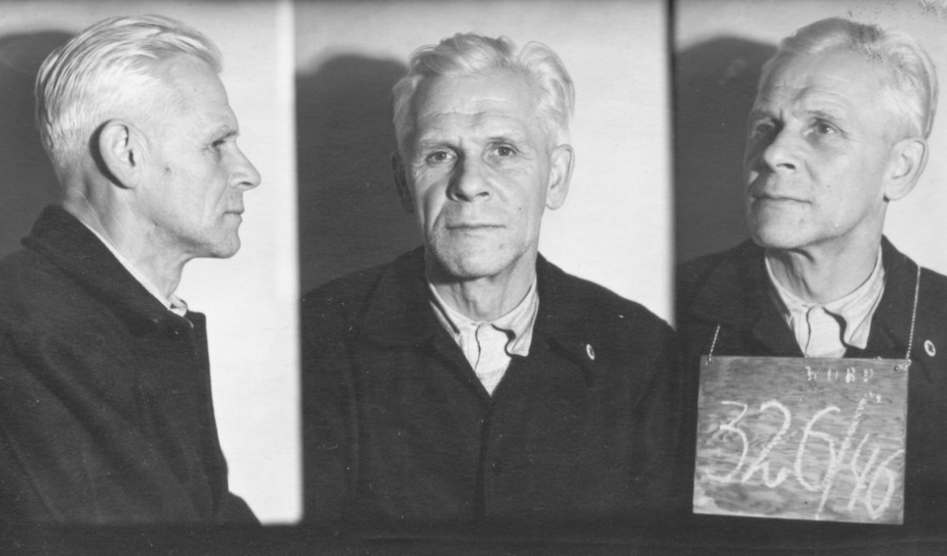
Józef Herzog po aresztowaniu przez MBP 1946

Józef Herzog (ur. 16 marca 1901 w Osieku, zm. 21 stycznia 1983 w Krakowie) – major piechoty Wojska Polskiego, żołnierz Legionów Polskich, uczestnik wojny polsko-bolszewickiej i kampanii wrześniowej, piłsudczyk, działacz patriotyczny, więzień polityczny okresu stalinowskiego, kawaler Orderu Virtuti Militari.

## Życiorys
Józef Herzog był piątym z sześciorga dzieci i najmłodszym z czterech synów Franciszka i Heleny z Jędrzejowskich. W młodości należał do drużyny skautowej przy C.K. Gimnazjum w Wadowicach.
Po wybuchu I wojny światowej zgłosił się wraz z bratem Stefanem (śladem starszych Franciszka i Stanisława) do Legionów Polskich, fałszując metrykę. Został wcielony w maju 1915 roku. W składzie 1 pułku piechoty wziął udział w kampanii wołyńskiej, był dwukrotnie ranny. Został wyróżniony odznaką „Za Wierną Służbę”. Po kryzysie przysięgowym został wysłany na front włoski. W listopadzie 1917 roku zgłosił przełożonym swą niepełnoletniość i został zwolniony do domu.
W porozumieniu z bratem Franciszkiem przystąpił do Polskiej Organizacji Wojskowej, brał udział w wyzwalaniu Andrychowa. Następnie, w składzie 4 pułku piechoty Legionów, uczestniczył w odsieczy Lwowa. Jednocześnie, w trakcie urlopów, zaliczał eksternistycznie program nauki w gimnazjum. W tym czasie nawiązał przyjaźń z Leopoldem Okulickim. Podczas wojny polsko-bolszewickiej wyróżnił się w walkach z armią Budionnego.
Razem z braćmi Franciszkiem i Stefanem (Stanisław poległ w 1914 roku w Karpatach) pozostał w czynnej służbie wojskowej i zdał maturę w Wilnie. Z dniem 10 listopada 1924 został przeniesiony do Korpusu Ochrony Pogranicza. W 1931 przeniesiono go do 20 pułku piechoty. 27 czerwca 1935 został mianowany majorem ze starszeństwem z 1 stycznia 1935 i 69. lokatą w korpusie oficerów piechoty. W sierpniu tego roku został przeniesiony do 27 pułku piechoty w Częstochowie na stanowisko dowódcy batalionu. Obowiązki służbowe łączył z pracą społeczną, między innymi w Lidze Morskiej i Kolonialnej.
W czasie kampanii wrześniowej był, w stopniu majora, oficerem sztabowym Grupy Operacyjnej „Piotrków”, dowodzonej przez generała Wiktora Thommée, w składzie Armii „Łódź”. Uczestniczył w obronie Modlina. Został odznaczony Krzyżem Srebrnym Orderu Virtuti Militari.
Po kapitulacji trafił do niewoli niemieckiej i został osadzony w oflagu II C Woldenberg, gdzie działał w konspiracji obozowej i zaangażował się w pomoc jeńcom radzieckim. Uwolniony w styczniu 1945, powrócił do Krakowa.
W marcu 1945 roku zgłosił się do ludowego Wojska Polskiego, ale nie został przyjęty ze względu na legionową przeszłość. Podjął pracę w sklepie chemiczno-farbiarskim przy ulicy Długiej, będącym własnością byłego oficera Armii Krajowej, Franciszka Ponickiego. Jednocześnie zaangażował się w działalność w organizacji Wolność i Niezawisłość. 20 października 1946 roku został aresztowany i poddany brutalnemu śledztwu. Skazany na 10 lat pozbawienia wolności, przebywał w więzieniu we Wronkach. Został zwolniony w 1951 roku, na mocy amnestii. Odtąd był stale inwigilowany przez organy bezpieczeństwa. Działał na rzecz zachowania pamiątek po Józefie Piłsudskim, odnowienia krypty na Wawelu i wyremontowania kopca Piłsudskiego. Uczestniczył w organizacji Marszu Szlakiem I Kompanii Kadrowej w 1981 roku i wszedł w skład kapituły odznaki. Na grobie rodzinnym na cmentarzu Rakowickim umieścił epitafia braci: Franciszka i Stefana, zamordowanych przez NKWD w Charkowie i Katyniu, podając miejsca ich śmierci.
Zmarł 21 stycznia 1983 roku w Krakowie i został pochowany na cmentarzu Rakowickim (kwatera U-rząd wsch.). Jego pogrzeb przemienił się w wielką manifestację patriotyczną.

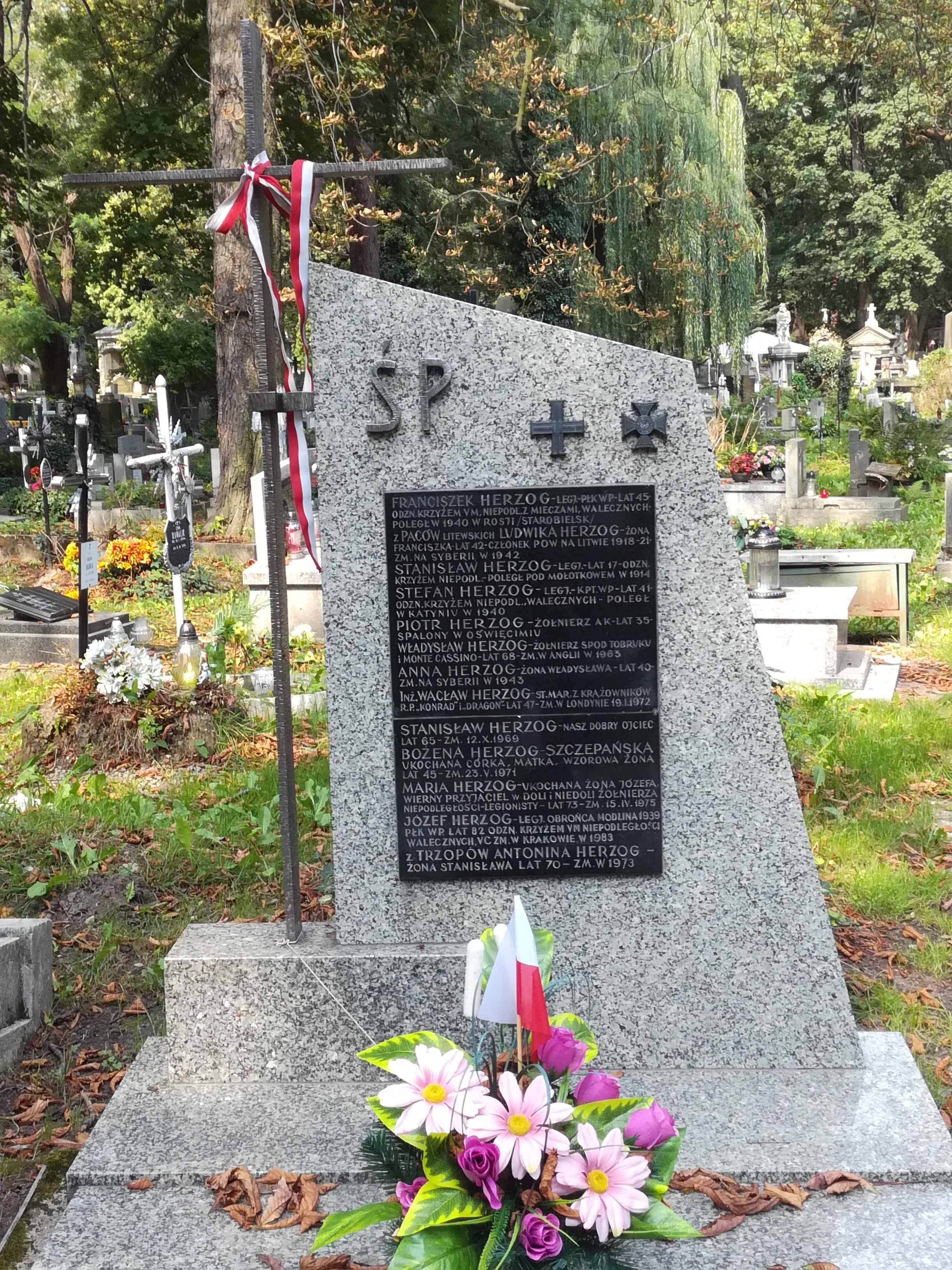
Grób płka Józefa Herzoga na cmentarzu Rakowickim

Józef Herzog był żonaty z Marią Sworzeniówną, z którą miał jedną córkę.
W 1994 roku nakładem Instytutu Józefa Piłsudskiego w Ameryce ukazała się jego książka wspomnieniowa Krzyż Niepodległości. Wspomnienia ze służby w Legionach.

## Ordery i odznaczenia
- Krzyż Srebrny Orderu Virtuti Militari (1939)[3]
- Krzyż Niepodległości (9 listopada 1931)[9]
- Krzyż Walecznych (czterokrotnie[10][3], po raz pierwszy i drugi w 1921)[11]
- Złoty Krzyż Zasługi (25 maja 1939)[12][3]
- Srebrny Krzyż Zasługi[3]
- Odznaka „Za wierną służbę”[2]
- Odznaka za Rany i Kontuzje